# Reserva de biosfera de Ñacuñán
Ñacuñán es una reserva de la biosfera, localizada en el Departamento Santa Rosa de la Provincia de Mendoza, Argentina.
Se encuentra a 160 km al sudeste de la capital provincial, Mendoza.
La reserva declarada en 1961, protege 12.880 ha de bosque nativo de algarrobo (Prosopis flexuosa) antes abundante en las zonas de pocas precipitaciones de Cuyo. La Reserva Ñacuñán fue la primera área protegida de la provincia.

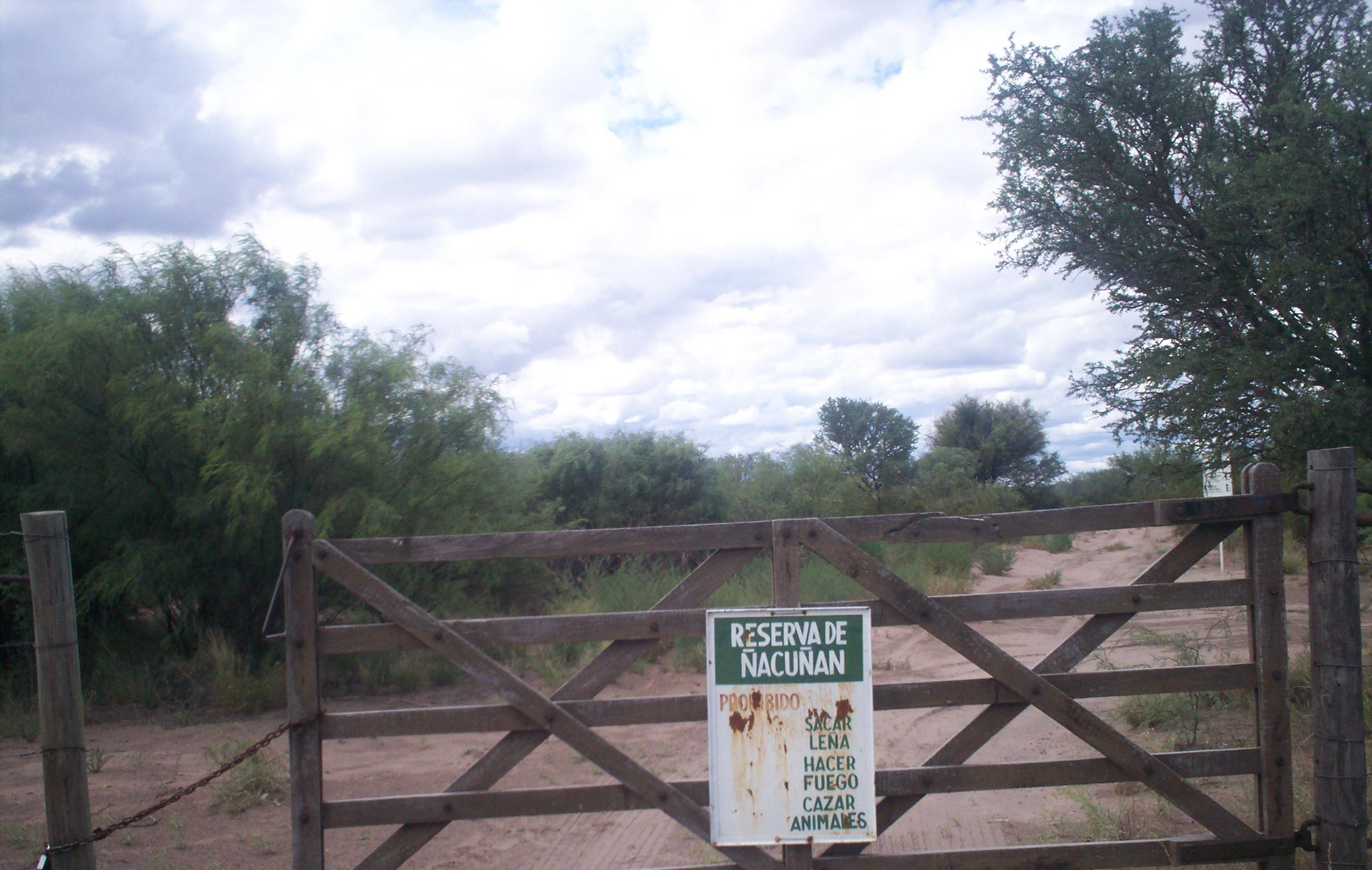
Ingreso de la Reserva de Biósfera de Ñacuñán

## Toponimia
Su nombre deriva del pehuenche Neyku-ñan o cacique Ñacuñán, que significa águila blanca. Este era el nombre del último cacique de Malargüe, aliado del general José de San Martín.